# Get What You Need
Albums de The Undertones
The Sin of Pride
(1983) Dig Yourself Deep
(2007)
Get What You Need, sorti en 2003, est le cinquième album du groupe The Undertones. C'est l'album de la reformation. Paul McLoone a remplacé Feargal Sharkey au chant.

## Titres
1. Thrill Me
2. I Need Your Love The Way It Used To Be
3. Everything But You
4. Ride The Rough Escalator
5. You Can't Say That
6. Enough
7. Touch
8. Girl Like You
9. Cruellest Thing
10. Oh Please
11. Winter Sun
12. Joyland
13. Shut Down